# David Peck Todd
Pour les articles homonymes, voir Todd.
David Peck Todd (né le 19 mars 1855 et mort le 1er juin 1939) est un astronome américain. Il a produit un ensemble complet de photographies du transit de Vénus de 1882. Il est l'époux de la première éditrice d'Emily Dickinson, Mabel Loomis Todd, et le père de Millicent Todd Bingham.

## Hommages
Le cratère Todd sur Phobos ainsi que l'astéroïde (511) Davida sont nommés en son honneur.

## Publications
- Astronomy: The Science of the Heavenly Bodies. New York: Harper, 1922